# Hubert Loutsch

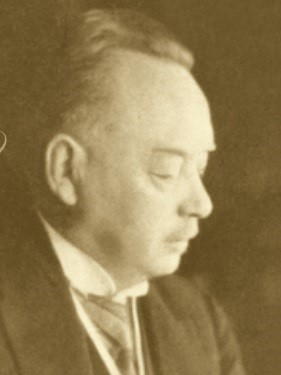
Hubert Loutsch

Hubert Loutsch (Mondercange, 18 november 1878 - Brussel, 24 oktober 1946), was een Luxemburgs politicus.

## Biografie
Hubert Loutsch studeerde rechten en was nadien als advocaat werkzaam.
Loutsch werd na het aftreden van president van de Regering (dat wil zeggen premier) Mathias Mongenast (6 november 1915) door groothertogin Maria Adelheid verzocht om president van de Regering te worden van een minderheidskabinet dat uitsluitend bestond uit leden van de rooms-katholieke Parti de la Droite (Rechtse Partij). Hubert Loutsch werd naast premier ook directeur-generaal van Buitenlandse Zaken (dat wil zeggen minister van Buitenlandse Zaken).
Een meerderheid, 32 leden in de Kamer van Afgevaardigden was echter tegen de nieuwe regering. De groothertogin ontbond daarop de Kamer en schreef nieuwe verkiezingen uit. De groothertogin hoopte dat bij de aanstaande verkiezingen de Parti de la Droite zou gaan winnen, waardoor de regering een meerderheid in de Kamer van Afgevaardigden zou krijgen. Hoewel de PD bij de parlementsverkiezingen van 23 december 1915 een overwinning behaalde en het liberaal-socialistisch kartel haar meerderheid verloor, stemden toch 26 tegen 25 Kamerleden tegen de regering (11 januari). Hierop diende Loutsch het ontslag van de regering aan bij de groothertogin. Groothertogin Maria Adelheid benoemde daarop Victor Thorn (liberaal) tot premier van een "Regering van Nationale Eenheid" (een brede coalitie van de PD, de liberalen en de SPL).
Loutsch was van 1920 tot 1934 president van de verzekeringsmaatschappij La Luxembourgeoise. Van 1925 tot 1934 zat Hubert Loutsch voor de Union National Indépendante in de Luxemburgse Kamer van Afgevaardigden.

## Voetnoten
1. ↑  Tatsachen aus der Geschichte der Luxemburger Landes, door: P.J. Muller (1968), blz. 343
2. ↑  Tatsachen aus der Geschichte der Luxemburger Landes, door: P.J. Muller (1968), blz. 344

- Gemeinsame Normdatei: 1069405892
- Virtual International Authority File: 315524188
- WorldCat: E39PBJcGpwGJgjMc8T4hpX8XBP

Gaspard-Théodore-Ignace de la Fontaine · Jean-Jacques Willmar · Charles-Mathias Simons · Victor de Tornaco · Emmanuel Servais · Félix de Blochausen · Édouard Thilges · Paul Eyschen · Mathias Mongenast · Hubert Loutsch · Victor Thorn · Léon Kauffman · Émile Reuter · Peter Prüm · Joseph Bech · Pierre Dupong · Joseph Bech · Pierre Frieden · Pierre Werner · Gaston Thorn · Pierre Werner · Jacques Santer · Jean-Claude Juncker · Xavier Bettel · Luc Frieden